# Jadwiga Poljska
Sveta Jadwiga (18. februar, 1374 – 17. julij, 1399) je bila Poljska monarhinja, ki je vladala od 1384 do 1399, in jo je Rimsko katoliška cerkev razglasila kot Sveto Hedviko (Jadwigo) kraljico. Je svetnik patron kraljic, in Združene Evrope.
V nemščini je znana kot Hedwiga, v litvanščini kot Jadvyga, v madžarščini kot Hedvig, ter v latinščini kot Hedvigis.
Jadwiga je bila priznana blondinka, z modrimi očmi, visoka in elegantne lepote. 

## Otroštvo
Jadwiga je bila najmlajša hči Ludvika I Ogrskega in Elizabete Kotromanić. Jadwiga je lahko dokazovala poreklo po poljski kraljevski rodbini Piastov, stari avtohtoni poljski dinastiji, in sicer po obeh straneh, materini in očetovi. Njena babica po očetovi strani Elizabeta Kujavska je bila hči kralja Władysława I. Krivoustega, ki je Poljski vladal leta 1320.